# (5000) IAU
(5000) IAU est un astéroïde de la ceinture principale. Il a été baptisé en référence à l'Union astronomique internationale (UAI ; IAU en anglais), organisme chargé notamment de nommer les différents corps célestes, dont font partie les astéroïdes.